# Juan de Anchieta

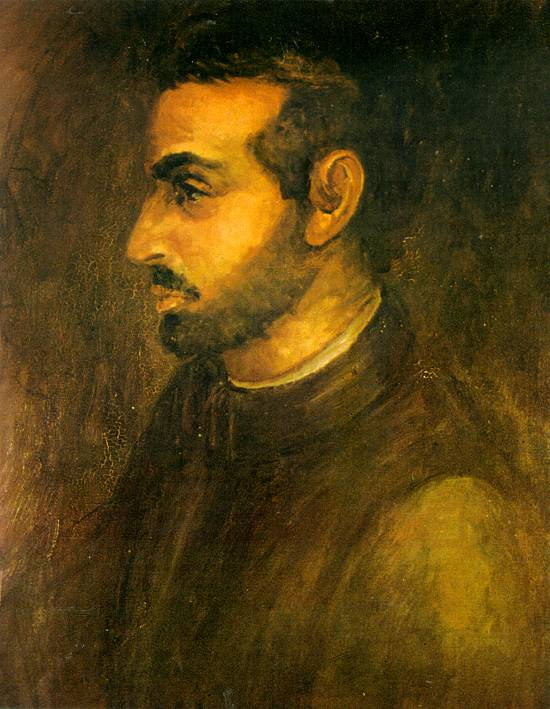
Juan de Anchieta

Juan de Anchieta, född 1462, antagligen i Urrestilla, nära Azpeitia, död 30 juli 1523 i Azpeitia, Spanien, var en baskisk kompositör verksam i Kastilien. Han var först anställd av drottning Isabella I av Kastilien och sedan av hennes dotter, drottning Johanna den vansinniga. År 1518 utsågs han till abbot i Arbos. Anchieta komponerade framför allt sakrala och världsliga körstycken. Flera av hans verk har publicerats i Monumentos de la música española, volymerna I (1941), V (1947) och X (1951).